# هیدتوشی ناکاتا
هیدیتوشی ناکاتا (به ژاپنی: 中田 英寿) (زاده ۲۲ ژانویه ۱۹۷۷) بازیکن فوتبال پیشین تیم ملی فوتبال ژاپن است.
او در دوران خود یکی از معروف‌ترین بازیکنان قاره آسیا به‌شمار می‌آمد. او یک سامورایی واقعی بود. او در زمان بازیگری یک هافبک وسط بود و برای باشگاه‌های مطرحی مانند پارما، آ اس رم، فیورنتینا بولتون واندررز بازی کرده‌است. نام وی در فهرست فیفا ۱۰۰ توسط پله گنجانده شده‌است. ناکاتا دو بار به عنوان بازیکن سال آسیا انتخاب شد.